# Rumtopf
 (juillet 2021).
Le Rumtopf est un dessert à base de rhum, de fruits et de sucre, considéré comme un dessert à base d'alcool.

## Diffusion
Le Rumtopf est né dans les régions germanophones du nord de l'Europe, notamment en Allemagne et au Danemark. Au fil des siècles, il s'est répandu dans d'autres territoires plus au sud, et il est aujourd'hui également produit et consommé en Italie, notamment dans les vallées du Trentin, où il est devenu traditionnel en Valsugana.
Il s'agissait à l'origine d'un moyen de conserver les fruits en les immergeant dans une boisson alcoolisée. Produite à partir du printemps, elle est généralement consommée pendant la période de Noël, traditionnellement le premier dimanche de l'Avent.

## Préparation
La préparation commence en avril, avec les premiers fruits de la saison (par exemple les fraises) qui sont mis à macérer pendant une heure avec du sucre, dans la proportion de 50 % du poids des fruits lavés, coupés et non pelés. Après l'heure de macération, les fruits sont placés dans un récipient en céramique, appelé chapeau à rhum, puis on ajoute du rhum à 55 degrés jusqu'à ce que tous les fruits soient recouverts. Enfin, le bocal est fermé avec son couvercle, scellé, et stocké dans un endroit frais.
Chaque mois, le bocal est rouvert pour insérer de nouveaux fruits de saison (cerises, abricots, pêches, prunes, myrtilles, framboises, mûres, etc.), toujours macérés pendant une heure dans du sucre et recouverts de plus de rhum. La préparation se termine à la fin du mois de novembre, avec la fin de la période de cueillette des fruits, et le produit peut être consommé comme dessert pendant les mois d'hiver.